# Better Oblivion Community Center
Better Oblivion Community Center va ser un superduo nord-americà d'indie rock format pels músics Conor Oberst i Phoebe Bridgers. Van llançar el seu àlbum debut homònim el 24 de gener de 2019 a través de la discogràfica Dead Oceans.

## Antecedents
Oberst i Bridgers es van conèixer el juliol de 2016, quan ella va actuar en un espectacle secret que estava organitzant al Bootleg Theater de Los Angeles. Un amic en comú els ajudava a organitzar l'esdeveniment i li va dir a Oberst que ell era el compositor favorit de Bridgers en aquell moment, així que la va convidar a tocar i va quedar tan impressionat que de seguida li va demanar que li enviés el disc en què estava treballant. Ella després va obrir per a ell a la seva gira europea Ruminations el gener de 2017, i van continuar col·laborant constantment durant els dos anys següents.
Aparentment, la idea inicial de formar la banda va sorgir de Bridgers que va felicitar una versió que Oberst havia fet d'una cançó de The Replacements una nit, i ell va respondre que haurien de crear una banda i sonar com The Replacements. Bridgers ha dit que és habitual que Oberst somi amb "bandes falses", així que no sabia si parlava seriosament fins que no havien escrit "com cinc cançons". Van esmentar que volien crear un projecte separat amb el seu propi nom per sentir-se lliures de crear un so diferent dels seus àlbums en solitari.

## Carrera

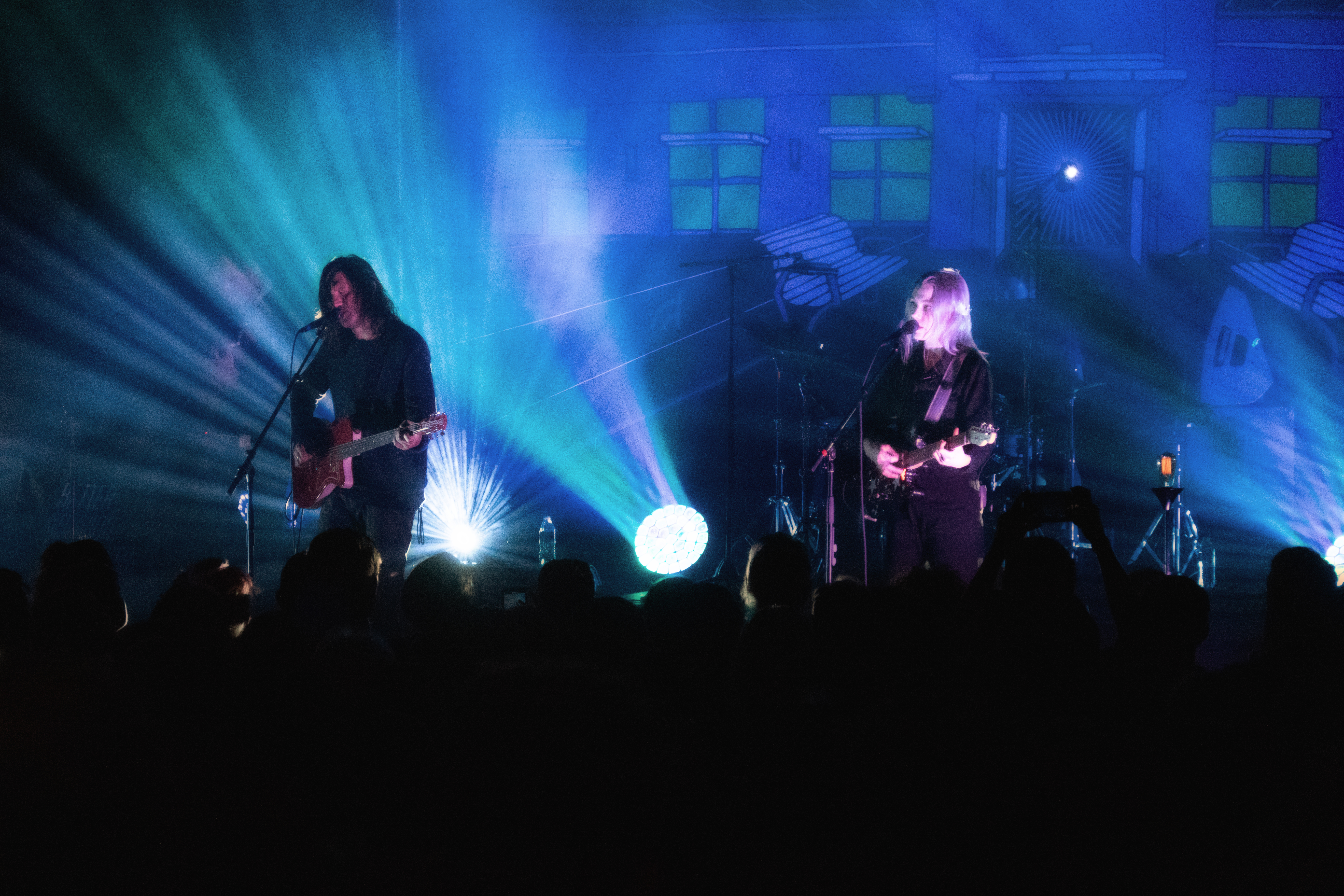
Better Oblivion Community Center al Showbox Theatre de Seattle el 2019

El duet va llançar Better Oblivion Community Center el 24 de gener de 2019 a través de Dead Oceans amb crítiques generalment positives. L'àlbum es va anunciar amb fullets críptics i una línie telefònica, però es va publicar amb només un dia d'avís oficial i sense cap senzill promocional per endavant, fet que Bridgers explica que va ser un esforç per evitar que la gent "fes suposicions sobre com sona tot el disc", ja que totes les cançons son diferents entre si.
Van interpretar "Dylan Thomas" a The Late Show with Stephen Colbert el dia abans del llançament de l'àlbum, i el 26 de gener van aparèixer a CBS This Morning, on van interpretar "Dylan Thomas", "Didn't Know What I Was in For" i "My City." També van filmar un segment al NPR Tiny Desk.
El 29 de gener de 2019, la banda va anunciar la seva extensa gira de concerts pels Estats Units i Europa, juntament amb el llançament d'un vídeo musical per al seu senzill, "Dylan Thomas", dirigit per Michelle Zauner.
Cap al final de la seva gira pels Estats Units l'abril de 2019, van llançar el senzill "Little Trouble", una cançó que no apareixia a l'àlbum que abans només estava disponible com a vinil de 7 polzades que venien als seus espectacles. També van llançar una versió synth-pop de la seva cançó "Sleepwalkin". La banda va tocar el seu darrer espectacle fins al moment l'11 d'agost de 2019 a The Independent a San Francisco, Califòrnia.
Tant Bridgers com Oberst van reprendre les seves carreres independents l'any 2020, amb Bridgers llançant el seu segon àlbum Punisher i la Oberst reunint-se amb Bright Eyes per publicar el seu desè àlbum Down in the Weeds, Where the World Once Was. El duet es va reunir breument durant el concert virtual de Bridgers a l'octubre de 2020 per a l'iniciativa Save Our Stages, en que van fer un duet de "Hallowen" i van cantar "Dylan Thomas" junts. L'agost de 2023, Bridgers va interpretar una cançó de Better Oblivion en directe per primera vegada des de la seva gira del 2019 quan va cantar "Chesapeake" amb Christian Lee Hutson en un concert a Øya.

## Discografia
- Better Oblivion Community Center (2019)